# Chiến tranh Ba Vương quốc
Chiến tranh Ba Vương quốc, đôi khi được gọi là Nội Chiến Đại Anh, là một loạt chằng chịt các xung đột từ năm 1639 đến năm 1653 diễn ra tại Vương quốc Anh, Vương quốc Ireland và Vương quốc Scotland, ba vương quốc riêng nhưng có chung một vua là Charles I. Những xung đột này – bao gồm nổi loạn, nội chiến và xâm lược – liên quan đến các tranh chấp về chính trị và tôn giáo. Nổi bật nhất trong số đó là cuộc Nội chiến Anh. Chiến tranh Ba Vương quốc kết thúc với việc quân đội Nghị viện Anh đánh bại các phe phái khác, tử hình nhà vua, bãi bỏ nền quân chủ, và thiết lập Thịnh vượng chung Anh, một nền cộng hòa nhất thể cai trị cả quần đảo Anh cho tới năm 1660.